# 洮河镇
洮河镇，是中华人民共和国吉林省白城市洮北区下辖的一个镇。

## 行政区划
洮河镇下辖以下地区：
高产村、楚伦村、榆树村、关帝村、大六家子村、新发村、庆生村、拉先村、连城村、两家子村和那尼哈村。